# Busir (Khazaria)
Busir Glavan o Bazir (VII secolo – 715?) fu un Khagan (imperatore) di Khazaria alla fine del VII secolo e all'inizio dell'VIII secolo.
Nel 704 Giustiniano II, che era stato esiliato a Chersoneso per nove anni, arrivò alla corte di Busir. Busir, forse tentò di usarlo nelle sue manovre politiche con l'Impero bizantino, accolse Giustiniano e gli diede in sposa sua sorella (il nome Khazar della donna è sconosciuto, ma prese il nome battesimale di Teodora). Busir fornì alla coppia fondi e una casa a Phanagoria.
Tuttavia, i venti della realpolitik presto cambiarono e il nuovo imperatore, Tiberio III, offrì a Busir una taglia generosa per la testa di suo cognato. Busir inviò due agenti, Balgitzin e Papatzys , per uccidere Giustiniano, ma quest'ultimo fu avvisato da sua moglie, che corruppe gli schiavi dei due sicari per scoprire la vera natura della loro missione. Rovesciando il tavolo sui suoi aspiranti assassini, Giustiniano uccise i due dopo un banchetto e fuggì da Phanagoria in nave, e si rifugiò presso Khan Terval della Bulgaria, e con il suo aiuto riconquistò Costantinopoli.
Busir poi tentò di far pace con Giustiniano, inviando Teodora a Costantinopoli. In seguito fu coinvolto (o forse lui stesso istigò) in una rivolta degli ufficiali di Giustiniano in Crimea, che alla fine portò all'incoronazione di Filippico Bardane come imperatore e alla morte di Giustiniano nel 711.